# Karl Friedrich Lippmann
Karl Friedrich Lippmann (auch „Carl Fr. Lippmann“ und „F. K. Lippmann“ * 27. Oktober 1883 in Offenbach am Main; † 30. Mai 1957 ebenda) war ein deutscher Maler der Neue Sachlichkeit und bekannt für Landschaftsmotive und Porträts. Sein Werk ist geprägt von einer Naturverbundenheit und einer extensiven Reisetätigkeit.

## Leben

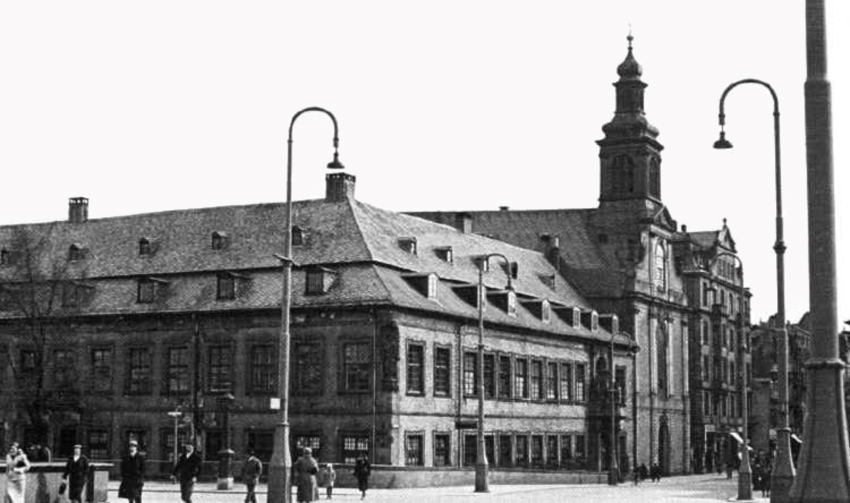
Das Deutschordenhaus zur Zeit als Lippmann dort sein Atelier hatte

Karl Friedrich Lippmann war von den drei Kindern des Malers, Lithografen und Druckereiinhabers Johannes Lippmann (* 1858; † 1935) und seiner Frau Frieda geb. Schoembs das älteste Kind. Er besuchte die Oberrealschule (der heutigen Albert-Schweitzer-Schule) in Offenbach. Er studierte an den Technischen Lehranstalten (heute Hochschule für Gestaltung Offenbach) und anschließend 1900–1902 an der Unterrichtsanstalt des Kunstgewerbemuseums Berlin. Nach Absolvierung seines Militärdienstes setzte er seine Studien zwei Jahre lang an der Privat-Akademie von Anton Ažbe in München (1903–1905) fort und besuchte noch ein Jahr die Städelschule in Frankfurt (1906–1907) und ein Jahr die Privatschule von Professor Julius Exter in München (1907–1908). In München verliebte er sich in die Kommilitonin Martina Ruch, die er später heiratete, gemeinsam hatten sie vier Kinder, von denen seine Tochter Mila Lippmann-Pawlowski ebenfalls Kunst studierte.
In Offenbach wohnte er am Buchrainweg, Nr. 161. Sein großes Atelier befand sich im Deutschherrenhaus am Sachsenhäuser Ufer in Frankfurt. Nach dessen Zerstörung 1944 bezog er eine Notwohnung in Frankfurt-Ginnheim, wo er auch seine Bilder eingelagert hatte, auch diese wurde jedoch ausgebombt. Aus Rücksicht vor dem Leben seiner Familie zog er mit seiner zweiten Frau Berta geb. Bahrer nach Eichstätt in Bayern über, wo sie Verwandte hatte. Sein Atelier befand sich im Kronenturm in der Nähe des Domplatzes.
Der Kunstmäzen Jean Rill überredete ihn 1955 wieder nach Offenbach zu ziehen und überließ ihm eine Wohnung in seinem Haus in der Tulpenhofstraße im Westend. Zwei Jahre nach seiner Rückkehr starb Lippmann überraschend. Er wurde auf dem Alten Friedhof in Offenbach neben seinem Vater beigesetzt. Seine zweite Ehefrau lebte noch bis 1980 und ist ebenfalls dort bestattet. Die Lippmannstraße in Darmstadt erinnert seit 1959 an seinen Vater und ihn.

## Künstlerisches Schaffen
Lippmann war ein geachteter Künstler gleichbedeutend der Avantgarde, verzichtete jedoch die abstrakten Bilder zu malen, die seine Zielgruppe von ihm verlangte. Daher wurde er als Künstler der traditionsaffinen Offenbacher Schule zugerechnet, zu der auch der Typograf Rudolf Koch und der Buchbinder Ignatz Wiemeler gehörten.
Zu der Darmstädter Ausstellung 1914 schrieb die Zeitschrift des MAK Wien: „Ebenso brachte die Ausstellung einen Überblick über das Schaffen der speziell als Offenbacher zu bezeichnenden Maler. In der Gegenwart sind es die beiden Lippmann, von denen besonders der jüngere Karl Lippmann besticht.“ Die Deutsche Kunst und Dekoration schrieb: „Eine besondere lokale und mehr als lokale Bedeutung beanspruchen von Gemälden die der lebenden Johannes und Karl Lippmann.“ Seine Arbeiten wurde 1923 neben Kandinsky, Kokoschka, Klee, Liebermann und Käthe Kollwitz auf der Ausstellung der Darmstädter Sezession gezeigt.
Von zahlreichen Reisen inspiriert, so nach Frankreich und Italien, aber auch an die Nordsee und den Alpen wandte er sich mehr und mehr der Landschaft und Blumenbildern zu. Ein Landschaftsbild mit einem Gebirgsmotiv befindet sich im Besitz des Städel Museums. In der Weimarer Republik wurde er zu einem gefragten Maler, so vermittelte der Kunsthändler Ludwig Schames ein Werk an die Kunstsammler Ludwig und Rosy Fischer. Zwischen 1925 und 1935 ließen sich viele Persönlichkeiten aus Kunst und Politik von ihm porträtieren; diese Bilder brachten ihm den Beinamen „Meister der Porträtkunst“ ein. 44 dieser Gemälde besitzt heute das Historische Museum Frankfurt. Zu der Darmstädter Ausstellung 1931 schrieb die Deutsche Kunst und Dekoration: „Alle Achtung gebührt einer Frühlingslandschaft von Karl Friedrich Lippmann, die auffällig fein und selbstständig nach malerischen Reizen abgehorcht ist.“
Neben den privaten Aufträgen erhielt er auch Aufträge zur Ausmalung öffentlicher Gebäude, aufgrund seiner überlasteten Auftragslage engagierte er Künstlerkollegen und Schüler zur Ausführung. Von seinen Monumentalgemälden haben sich durch den Zweiten Weltkrieg nur noch die Entwürfe erhalten. 
In der Zeit des Nationalsozialismus war Lippmann obligatorisch Mitglied der Reichskammer der bildenden Künste. Es ist jedoch lediglich seine Teilnahme an der Deutschen Frühjahrsausstellung des Kampfbunds für deutsche Kultur, Ortsgruppe Dortmund, 1934 in Darmstadt bekannt.
In Frankfurt lebte und arbeitete Lippmann bis 1955; etwa 400 Werke in Öl und Kreide, als Aquarelle, als Zeichnungen mit Feder, Kohle und Bleistift und als Lithografien entstanden in diesen Jahren. Er malte Landschaftsbilder, Stillleben (insbesondere Sonnenblumen-Bilder) und porträtierte wieder; seine Architekturzeichnungen waren beliebte Zeitungs- und Buchillustrationen.
In Eichstätt veranstaltete er Ausstellungen, beteiligte sich an Ausstellungen des Künstlerrings und ging auch wieder auf Malreisen. Zahlreiche Architekturzeichnungen in Tuschfeder, häufig laviert, (diesem Genre wandte er sich vor allem in Eichstätt zu) wurden in den ab 1952 erschienenen Historischen Blättern, der Beilage des Eichstätter Kuriers, und in dem Eichstätt-Buch von Georg Schörner veröffentlicht.
Die letzten zwei Jahre verbrachte er in Frankfurt. Seine Werke wurden erneut auf Ausstellungen gezeigt, er unternahm Malreisen nach Spanien.
Wenngleich durch Kriegszerstörungen viele Werke verloren sind, existieren noch etwa 1200 Werke Lippmanns, viele davon in Privatbesitz. Sie gelangen jedoch nur selten auf den Markt und werden als Erbstücke weitergereicht. Lippmann signierte seine Werke in der Regel, und zwar mit „F. K. Lippmann“ oder „K. F. Lippmann“, datierte sie aber selten.

## Werke (Auswahl)
- Gebirgslandschaft, Städel Frankfurt
- Südländische Häusergruppe, Öl auf Leinwand
- Schmerzensmutter, 1921 (1943 zerstört)
- Frankfurter Goethe-Haus, Pinselzeichnung, 1922
- Die Erneuerung der alten Mainbrücke in Frankfurt, Lithographie, 1924
- Tochter Mila Lippmann, Pastell, 1924
- Sommertag bei Goddelau, 1925
- Selbstporträt (1943 zerstört)
- Erinnerungsblatt an die Brückenweihe, Lithographie, ca. 1926
- Das Amphitheater bei Taormina, Öl auf Leinwand, 1927
- San Angelo auf Ischia
- Gelbe, violett- und roséfarbene Malven im Keramikkrug, Öl auf Leinwand, 1928
- Die Fechterin Olga Oelkers, 1928
- Stillleben mit Blumen und Büchern, Öl auf Leinwand, 1929
- Balearen, Aquarell, 1929
- Rudolf Koch, Holzschnitt, 1929
- Stillleben mit herbstlichen Blumen in einer Vase und einem Apfel, Öl auf Leinwand, etwa 1930
- Frühlingslandschaft, 1931
- Frühlingsstrauß, Aquarell, 1931
- Blumenstück Öl auf Leinwand 1932
- Blumenstilleben mit Astern, Dahlien und Schmuckkassette, Öl auf Leinwand, 1933
- Sonnenblumen, Öl auf Leinwand, 1934
- Blumenstilleben mit rotblühenden Clivien, Öl auf Papier, 1935
- Alte Brücke und Frankfurter Stadtpanorama, Lithographie, 1938
- Frankfurt am Main im Jahre 1938 (Blick von Sachsenhausen über die Alte Brücke zum Eisernen Steg), Bleistiftzeichnung, 1938
- Große Ansicht von Frankfurt am Main, Lithographie, 1939
- Abendlandschaft bei Lofen, Gau Salzburg, Öl, 1941
- Mutter mit Kind, 1943
- Ferleitner Tal am Großglockner, 1943
- Brennende Frankfurter Altstadt, 1943
- Tulpenstrauß in Vase, Öl auf Karton, 1944
- Kastanienblüten, Öl auf Leinwand, 1945
- Portrait der Äbtissin Benedikta von Spiegel, Öl, 1947
- Altmühltal-Landschaft, Öl auf Leinwand, 1947
- Stadtansicht Eichstätt, 1947 Stadtmuseum Eichstätt
- Tisch in sommerlichem Garten, Öl auf Leinwand
- Blick entlang des Mains über die Gerbermühle nach Offenbach
- Herbstlaub, Öl auf Leinwand, 1949
- Blumenstrauß, Öl auf Leinwand, 1950
- Abend am Kaiser, Aquarell, 1953
- Bergige Landschaft, Öl auf Leinwand, 1953
- Steilküste mit Fischerboot, Öl auf Leinwand, 1954
- Wilhelm Breidenstein, Öl auf Leinwand, 1956
- Fichtenwald, Öl auf Leinwand
- Weiden im Fluß, Öl auf Karton
- Schlafende Waldarbeiter (Ruhender Waldarbeiter), Öl auf Leinwand
- Überschwemmte Flusslandschaft mit Weiden im Vordergrund, Öl auf Karton
- San Angelo auf Ischia, Öl auf Leinwand
- Lilienstrauss in einer Vase, Öl auf Leinwand
- Dachshund, Öl auf Leinwand
- Bodenseelandschaft im Herbst, Öl auf Leinwand
- Gefechtslandschaft, Städtisches Museum Worms (verschollen)
- Porträt des Chemikers Ludwig Opificius, 1931 Historisches Museum Frankfurt (verschollen)
- Porträt des Intendanten Emil Claar, Historisches Museum Frankfurt (verschollen)
- Porträt des Stadtrats Meckbach, Historisches Museum Frankfurt (verschollen)
- Mutter und Kind, Linolschnitt
- Mutter mit Kind, Pastell 1956
- Vue de quai